# 김약국의 딸들 (영화)
《김약국의 딸들》은 1963년에 개봉한 대한민국의 영화이다. 박경리가 쓴 동명의 장편소설이 원작이다.

## 캐스팅
- 김동원 : 김약국 역
- 최지희 : 용란 역
- 엄앵란 : 용빈 역
- 황정순 : 한실댁 역
- 강미애 : 용욱 역
- 황해 : 한돌 역
- 박노식 : 기두 역
- 허장강 : 연학 역
- 이민자 : 용숙 역
- 신성일
- 최성진
- 최성호
- 남춘역
- 주선태 : 정국주 역
- 최승이
- 백송
- 김석강
- 석금성
- 복혜숙
- 박은애
- 유민
- 심상우
- 최장호
- 임해림
- 권옥남
- 김혜경
- 강석제
- 이경희